# Marina Anissina
Marina Viatcheslavovna Anissina (em russo:  Марина Вячеславовна Анисина; Moscou, RSFS da Rússia, 13 de agosto de 1975) é uma ex-patinadora artística franco-russa, que competiu em provas na dança no gelo. Ela foi campeã olímpica na patinação artística em 2002 ao lado de Gwendal Peizerat.

## Principais resultados

### Resultados pela França

#### Com Gwendal Peizerat
| Resultados                                                             | Resultados        | Resultados        | Resultados       | Resultados        | Resultados        | Resultados       | Resultados      | Resultados       | Resultados       | Resultados    | Resultados    | Resultados    |
| Internacional                                                          | Internacional     | Internacional     | Internacional    | Internacional     | Internacional     | Internacional    | Internacional   | Internacional    | Internacional    | Internacional | Internacional | Internacional |
| Evento/Temporada                                                       | 1993– 1994        | 1994– 1995        | 1995– 1996       | 1996– 1997        | 1997– 1998        | 1998– 1999       | 1999– 2000      | 2000– 2001       | 2001– 2002       |               |               |               |
| ---------------------------------------------------------------------- | ----------------- | ----------------- | ---------------- | ----------------- | ----------------- | ---------------- | --------------- | ---------------- | ---------------- | ------------- | ------------- | ------------- |
| Jogos Olímpicos                                                        |                   |                   |                  |                   | Medalha de bronze |                  |                 |                  | Medalha de ouro  |               |               |               |
| Campeonato Mundial                                                     | 10.ª              | 6.ª               | 4.ª              | 5.ª               | Medalha de prata  | Medalha de prata | Medalha de ouro | Medalha de prata |                  |               |               |               |
| Campeonato Europeu                                                     | 12.ª              | 5.ª               | 4.ª              | 4.ª               | Medalha de bronze | Medalha de prata | Medalha de ouro | Medalha de prata | Medalha de ouro  |               |               |               |
| GP Grand Prix Final                                                    |                   |                   |                  | Medalha de bronze | Medalha de bronze | Medalha de prata | Medalha de ouro |                  | Medalha de prata |               |               |               |
| GP NHK Trophy                                                          | 5.ª               | Medalha de bronze | Medalha de ouro  | Medalha de prata  |                   | Medalha de ouro  | Medalha de ouro | Medalha de ouro  | Medalha de ouro  |               |               |               |
| GP Skate America                                                       |                   | Medalha de prata  |                  |                   |                   | Medalha de ouro  |                 |                  |                  |               |               |               |
| GP Skate Canada International                                          |                   |                   | Medalha de prata | Medalha de prata  |                   |                  |                 | Medalha de ouro  |                  |               |               |               |
| GP Sparkassen Cup on Ice                                               |                   | Medalha de ouro   |                  |                   | Medalha de prata  |                  |                 |                  |                  |               |               |               |
| GP Trophée Lalique                                                     | Medalha de bronze | Medalha de ouro   | Medalha de prata | Medalha de ouro   | Medalha de prata  | Medalha de ouro  | Medalha de ouro | Medalha de ouro  | Medalha de ouro  |               |               |               |
| Ondrej Nepela Memorial                                                 | Medalha de ouro   |                   |                  |                   |                   |                  |                 |                  |                  |               |               |               |
| Piruetten                                                              | 5.ª               |                   |                  |                   |                   |                  |                 |                  |                  |               |               |               |
| Nacional                                                               |                   |                   |                  |                   |                   |                  |                 |                  |                  |               |               |               |
| Campeonato Francês                                                     | Medalha de prata  | Medalha de prata  | Medalha de ouro  | Medalha de ouro   | Medalha de ouro   | Medalha de ouro  | Medalha de ouro | Medalha de ouro  |                  |               |               |               |
|                                                                        |                   |                   |                  |                   |                   |                  |                 |                  |                  |               |               |               |
| Legenda: GP = Grand Prix; Competição não foi disputada nesta temporada |                   |                   |                  |                   |                   |                  |                 |                  |                  |               |               |               |

### Resultados pela Rússia e União Soviética

#### Com Ilia Averbukh
| Campeonato Mundial Júnior | Medalha de ouro | 4.ª | Medalha de ouro |